# 熊取だんじり祭
熊取だんじり祭 （くまとりだんじりまつり）は、大阪府泉南郡熊取町で毎年10月に行われる祭。

## 歴史
いつからだんじりが曳き出されるようになったかは、明らかではないが1841年
(天保12年)には五門、小垣内、宮村(現　大宮)、大久保、小谷、七山、和田、朝代の計8台の
だんじりがあったことがわかっている。

## 日程
- 試験曳き ： 10月の第1日曜日
- 本祭 ： 体育の日の直前の土曜、日曜日

昔は毎年9月27・28日に行われていたが昭和58年に泉南地方の祭の日が10月9・10日に統一された
現在はハッピーマンデー制度導入により体育の日の直前の土曜、日曜日に開催される。
本祭の1日目の午後には「宮入り」が行われ、「大森神社」に11台のだんじりが集まり神社境内の舞台の周囲を三度回って宮司のお払いを受ける。 
2日目の午後には、熊取駅周辺で「パレード」が行われる。

## だんじり
熊取町には11台のだんじりがあり、明治から大正時代に製作されたものが多く
いずれも緻密な彫物をほどこし、難波戦記や太閤記、神話などの名場面が多く刻まれている。
また岸和田市、貝塚市、泉佐野市のだんじりと同様、すべて『下だんじり』である。

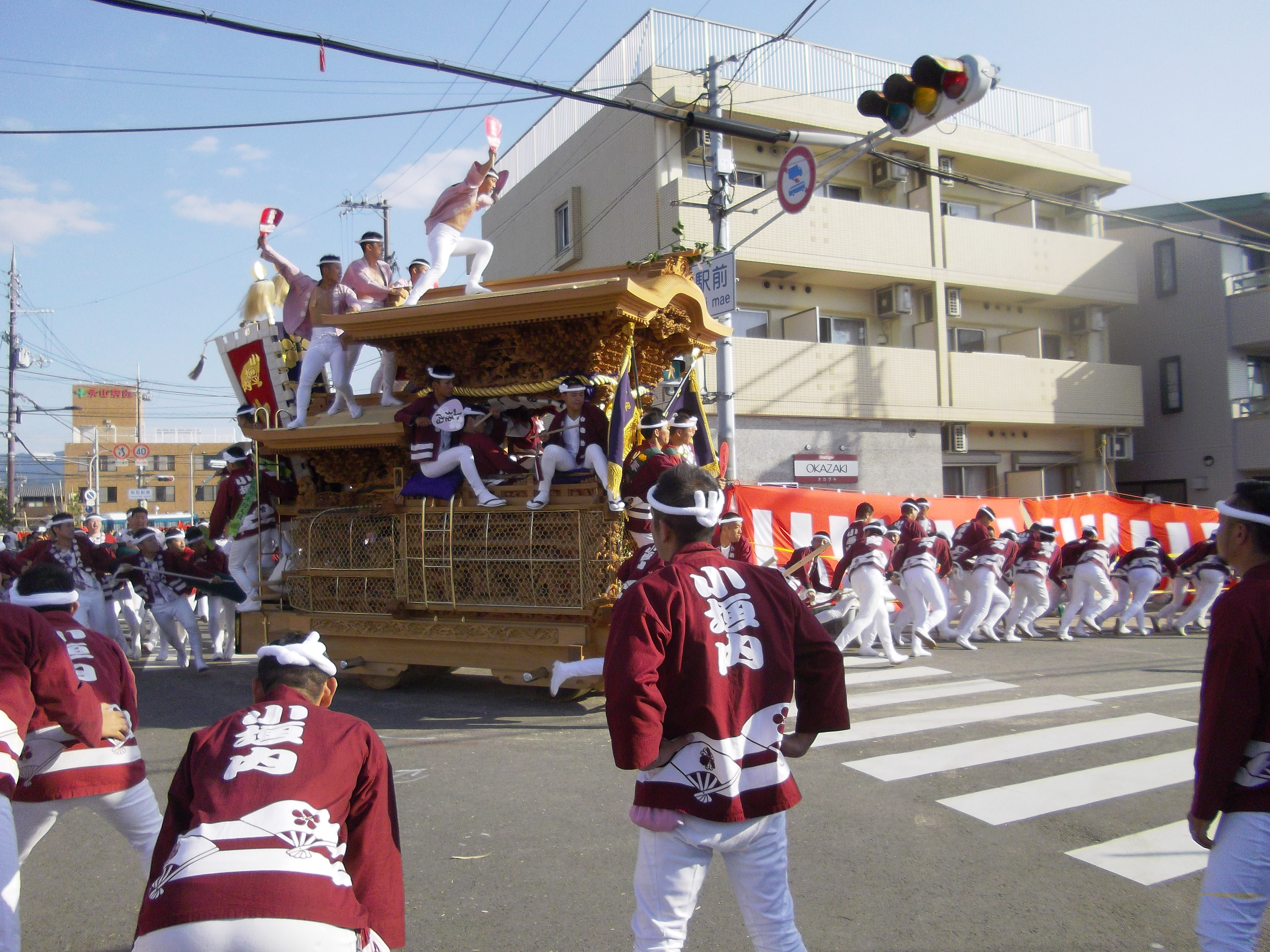
熊取駅前交差点にて小垣内区のだんじり遣り廻し

- だんじり所有地区

1. 朝代（あさしろ）
2. 和田（わだ）
3. 大久保（おおくぼ）
4. 紺屋（こんや）
5. 五門（ごもん）
6. 野田（のだ）
7. 七山（しちやま）
8. 小谷（おだに）
9. 久保（くぼ）
10. 小垣内（おがいと）
11. 大宮（おおみや）